# Cher Antoine ou l'Amour raté
Cher Antoine ou l'Amour raté est une pièce de théâtre de Jean Anouilh créée à Paris le 1er octobre 1969 à la Comédie des Champs-Élysées dans une mise en scène de Roland Piétri et de l'auteur lui-même, avec des décors et costumes de Jean-Denis Malclès.

## Argument
Antoine, dramaturge et metteur en scène français de renom, meurt dans le château de Bavière dans lequel il vivait retiré depuis quelques années. Tous les personnages importants de sa vie viennent pour la lecture du testament. Une avalanche les contraint à rester au château jusqu’à ce que la route soit déblayée.

## Distribution originale
- Jacques François : Antoine
- Claude Nicot : Cravatar
- Hubert Deschamps : Marcellin
- Pierre Bertin : Pied de lièvre
- Joseph Falcucci : Alexandre
- Francine Bergé : Estelle
- Françoise Rosay : Carlotta
- Nelly Benedetti : Valérie
- Uta Taeger : Anémone
- Madeleine Ozeray : Gabrielle
- Edith Scob : Maria
- Madeleine Suffel : Frida
- Roland Piétri : Le notaire allemand
- Les comédiens, joués par les différents personnages
- Alexis, personnage muet, joué par Alexandre
- Un petit valet allemand, personnage muet
- Le consul de France, personnage invisible

La scène se passe en Bavière, en 1913.

## Autour de la pièce
Le film Vous n'avez encore rien vu d'Alain Resnais (2012) combine deux pièces de Jean Anouilh, Eurydice et Cher Antoine ou l'Amour raté. Le film est une triple mise en abyme théâtrale (théâtre dans le théâtre). 